# 15613 Rajihyun
15613 Rajihyun eller 2000 GH136 är en asteroid i huvudbältet som upptäcktes den 7 april 2000 av LINEAR i Socorro County, New Mexico. Den är uppkallad efter Ra Jihyun.
Asteroiden har en diameter på ungefär 6 kilometer och den tillhör asteroidgruppen Eunomia.